# Mitarbeiterinformationssystem
Mitarbeiterinformationssysteme, auch abgekürzt als MIS bezeichnet, vereinen Teilbereiche des Informationsmanagements und des Wissensmanagements. Mit ihnen soll gewährleistet werden, dass Mitarbeiterinformation zum richtigen Zeitpunkt in der richtigen Form dem Mitarbeiter, assoziiert zu seiner aktuellen Tätigkeit, zur Verfügung gestellt wird. Weiterhin unterstützen sie die Entwicklung von individuellem zu kollektivem Wissen (Wissensverteilung) sowie die Wandlung von implizitem in explizites Wissen (Externalisierung). Darüber hinaus leisten sie einen Beitrag zur Wissensnutzung und Wissensbewahrung. Ferner erheben sie den Anspruch, die Verteilung und Darstellung der Informationen in möglichst effizienter Weise zu ermöglichen.
Synonym zum Begriff Mitarbeiterinformationssystem werden auch, konkret bezogen auf Produktionsaufgaben, die Bezeichnung Werkerinformationssystem (WIS) und Werkerführung (WF) verwendet.

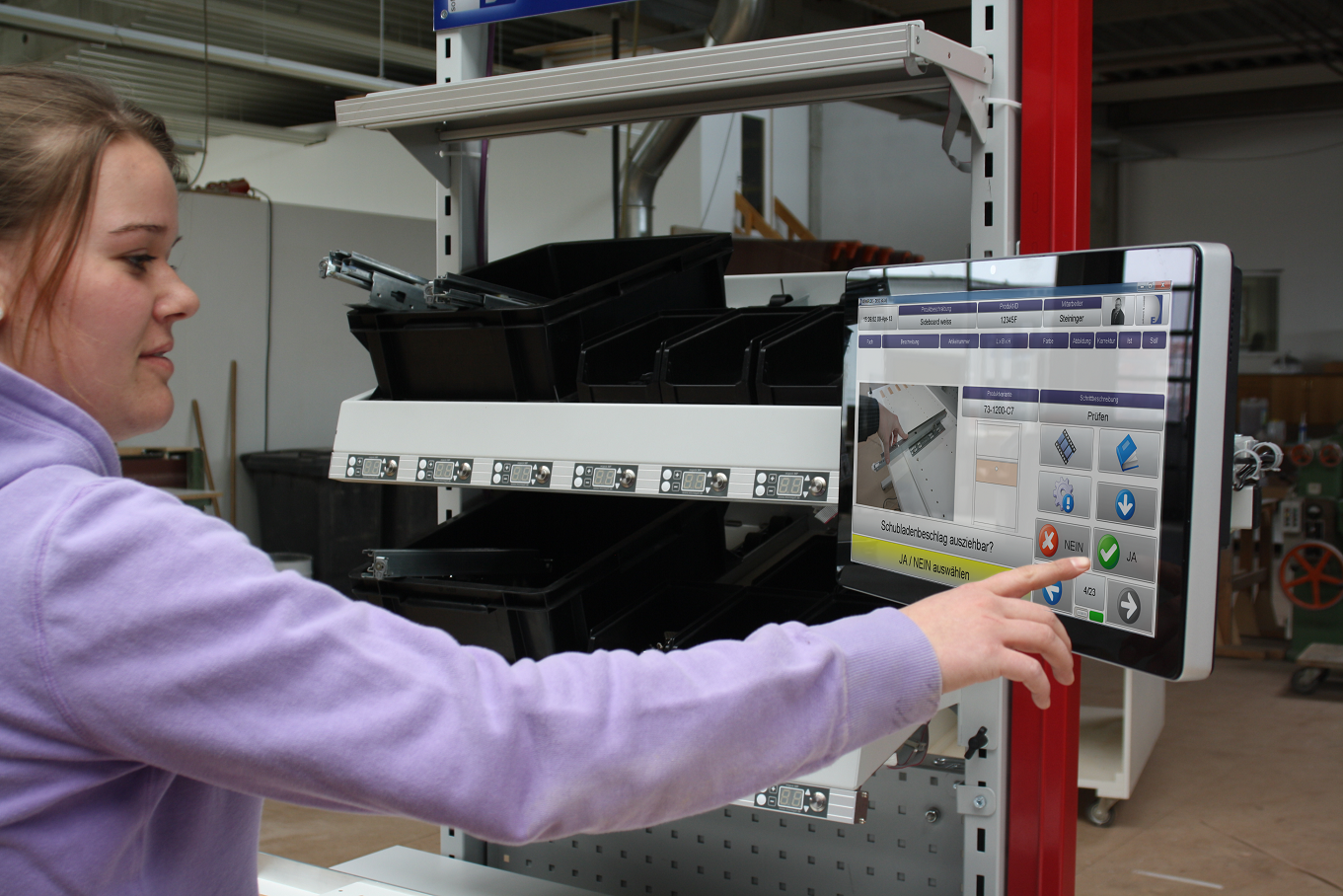
Eine Werkerführung im industriellen Einsatz

## Quelle
Lang, S.: Durchgängige Mitarbeiterinformation zur Steigerung von Effizienz und Prozesssicherheit in der Produktion. Bamberg: Meisenbach Verlag, 2007.